# 心理服務課
心理服務課（英文：Psychological Services Group，縮寫：PSG）於1983年成立，隸屬於香港警務處人事及訓練處人事部人事服務及職員關係科，其主要責任為提供專業臨床心理學顧問、心理測試、心理輔導及教育服務，倡導精神健康，鼓勵人員在職業與生活間取得適當的平衡。警務人員前往心理服務課求助時，警察臨床心理學家會先了解有關人員所面歉的困難或者所遇到的問題，再就其壓力的成因、徵狀、慣常的壓力應對模式、個人性格及特質、身邊的支援系統和個人改變的動力等方面作出綜合性的評估。就評估所得的結果，協助有關人員了解問題所在，與人員商討處理情緒及解決問題的方向和指引。此外，心理服務課亦接收召喚，到災難及罪案現場或者警務處所提供心理輔導，並且透過入職心理評估，協助處理招募事宜。

## 組織
心理服務課：由一名高級警察臨床心理學家（英文：Senior Police Clinical Psychologist）出任主管，領導另外一名高級警察臨床心理學家和9名警察臨床心理學家（英文：Police Clinical Psychologist）；人員24小時輪值。

## 歷史
踏進2000年代，由於公眾遊行及集會的活動數目持續增加，衝突場面亦都不時發生，警務人員經常需要於周末及假日值勤，與家人的相處時間亦大幅度地減少，亦容易增加家庭糾紛問題。為了避免人員壓力過剩，心理服務課特別為此加強了心理技巧訓練，蒐集相關的資料去幫助警務人員處理壓力。
2008年起，心理服務課研究入職心理評估，及成立性格及認知能力評估計劃小組，由兩名警察臨床心理學家、一名統計主任及3名助理文書主任所組成，專門負責為警察投考人作出心理評估；入職心理評估於2010年4月1日正式引入。警察投考人於進入最後遴選面試一環節前，必須接受入職心理評估，運用3小時回答近900條選擇題。入職心理評估能夠幫助招募組考官憑藉試卷擇，初步認識投考人的性格和認知能力等範疇，再決定於最後遴選面試環節中的提問問題。
為了配合業務擴充以及實際需要，心理服務課於2011年展開籌備搬遷至北角屈臣道的新辦事處。同年，心理服務課處理了約600宗求助個案，其中194宗屬於新個案，當中約3至4成與工作壓力、人事問題、崗位適應及因為接受紀律聆訊而產生壓力等有關係，家庭、子女管教及感情等問題則佔了25%，其餘是有財政及健康等。一般求助個案人員於接受7至8次輔導就可以解決問題，惟8至10宗個案因為存在比較嚴重的精神問題，而需要被轉介予公立醫院接受藥物治療、調離行動崗位及繼續接受心理輔導。為了加強對前線警務人員的心理支援，心理服務課增加到警署進行情緒管理及應付挑戰心理技巧等訓練。
2012年，心理服務課開始蒐集相關的資料，希望幫助警務人員處理壓力及提升警務處士氣。同年9月21日，心理服務課位於北角屈臣道的新辦事處正式全面投入服務，心理服務課於同年28日舉辦開幕儀式，由人事及訓練處處長馬維騄及警務處助理處長（人事）吳徐鳳英擔任主禮嘉賓，聯同人事服務及職員關係科總警司蘇錦棠、高級警察臨床心理學家劉錦麟和麥詠芬主持開幕儀式。同年，南丫島撞船事故發生，心理服務課接觸了近200名水警總區及災難受害者辨認小組等人員，以8至10人為小組進行對其進行心理教育，解釋災難後初期憶起事件及失眠是正常壓力反應，鼓勵他們與信任的人傾談及互相幫助。
2013年，心理服務課假香港警察總部舉行「正向員工，正向機構」研討會，為香港歷史上首次匯聚各支紀律部隊代表一同分享及討論如何在工作期間為人員提供適切的心理支援。

## 訓練
警隊臨床心理學家全部都接受過特別訓練，熟悉警務處架構及傳統。

## 大事記
- 2012年南丫島撞船事故
- 2014年佔領中環，前線警務人員就處理佔領中環而需要當值比較慣常長出許多的時間，每日僅休息3至4小時，卻執勤至少18至逾30小時，除了身心俱疲之外，亦備受公眾、傳媒、朋輩及親友的爭議，壓力極高。就此，心理服務課首次以即時通訊軟件Whatsapp向前線警務人員發放獨創的標語和圖畫，以為前線警務人員及家屬提升士氣，以免前線警務人員壓力過剩。與此同時，全體心理服務課8名警隊臨床心理學家輪流每日派遣3名到訪集會現場與前線警務人員會面及傾談，每次會見約20名人員，以了解人員的情緒狀況[8]。此外，心理服務課亦接獲各警區指揮官要求，到訪警區為前線警務人員提供不同程度的心理治療[9]。

## 軼事

### 入職心理評估
截至2012年6月月底，有5,791名投考人接受過入職心理評估，當中有279名見習督察及1,683名警員投考人最終獲得錄取。入職心理評估分為3份試卷，其中兩份檢測投考人的性格，另一份測試投考人的認知能力，共有約900條多項選擇題，需要於3小時完成。心理服務課其後會將投考人的試題答案輸入電腦再行分析，為每名投考人的性格、認知能力和情緒韌力評估綜合成一份簡單的摘要，評估結果於遴選舉行一年後銷毀。
人事部於2012年檢討了入職心理評估，認為此項令到遴選制度更為完善，亦有證據顯示年青人員辭職的趨勢有所減少；警務處計畫於未來改善有關測試題目，亦不排除於被評估的警務人員在入職5至10年後再進行評估，以追蹤其心理變化。

## 相關參見
- 香港警務處架構
- 香港消防處壓力輔導組

## 外部連結

### 《警聲》
- 認識心理服務課的工作 （页面存档备份，存于）
- 心理服務課新辦公室啟用 （页面存档备份，存于）